# Ksar Asselim Ait Echo
Ksar Asselim Ait Echo (en arabe : قصر أسليم آيت إشو) est un village fortifié dans la province de Midelt, région de Draa-Tafilalet au Maroc .